# ليزا انجلوا
ليزا انجلوا هي متسابقة ملكة الجمال وممثلة كندية، ولدت في 15 مارس 1959 في كندا.

## وصلات خارجية
- ليزا انجلوا على موقع IMDb (الإنجليزية)
- ليزا انجلوا على موقع ألو سيني (الفرنسية)
- ليزا انجلوا على موقع أول موفي (الإنجليزية)
- ليزا انجلوا على موقع قاعدة بيانات الأفلام السويدية (السويدية)
- ليزا انجلوا على موقع قاعدة بيانات الفيلم (الإنجليزية)
- ليزا انجلوا على موقع كينوبويسك (الروسية)